# Donje Orešje
 Donje Orešje  falu Horvátországban Zágráb megyében. Közigazgatásilag Szentivánzelinához tartozik.

## Fekvése
Zágrábtól 30 km-re északkeletre, községközpontjától  4 km-re északra megye északkeleti részén fekszik.

## Története
A település felett talált régészeti leletek tanúsága szerint határában már a bronzkorban éltek emberek. A leletek az i. e. 9. és 10. századból származnak. 
1857-ben 319, 1910-ben 732 lakosa volt. Trianonig Zágráb vármegye Szentivánzelinai járásához tartozott.
2001-ben 539 lakosa volt.

## Nevezetességei
Bronzkori település régészeti lelőhely.

## Külső hivatkozások
Szentivánzelina község hivatalos oldala